# Onthophagus shanicus
Onthophagus shanicus är en skalbaggsart som beskrevs av Kabakov 2006. Onthophagus shanicus ingår i släktet Onthophagus och familjen bladhorningar. Inga underarter finns listade i Catalogue of Life.